# Gedikaltı, Nazilli
Gedikaltı là một xã thuộc huyện Nazilli, tỉnh Aydın, Thổ Nhĩ Kỳ. Dân số thời điểm năm 2010 là 241 người.